# Тіппі Гедрен
Наталі Кей Гедрен, відома як Тіппі Гедрен (англ. Tippi Hedren; нар. 19 січня 1930, Нью-Ульм) — американська акторка кіно та телебачення, модель. Найвідоміші ролі — у фільмах «Птахи» (1963) і «Марні» (1964). Внесена до Голлівудської алеї слави. Мати акторки Мелані Гріффіт і бабуся акторки Дакоти Джонсон.

## Життєпис

### Кар'єра

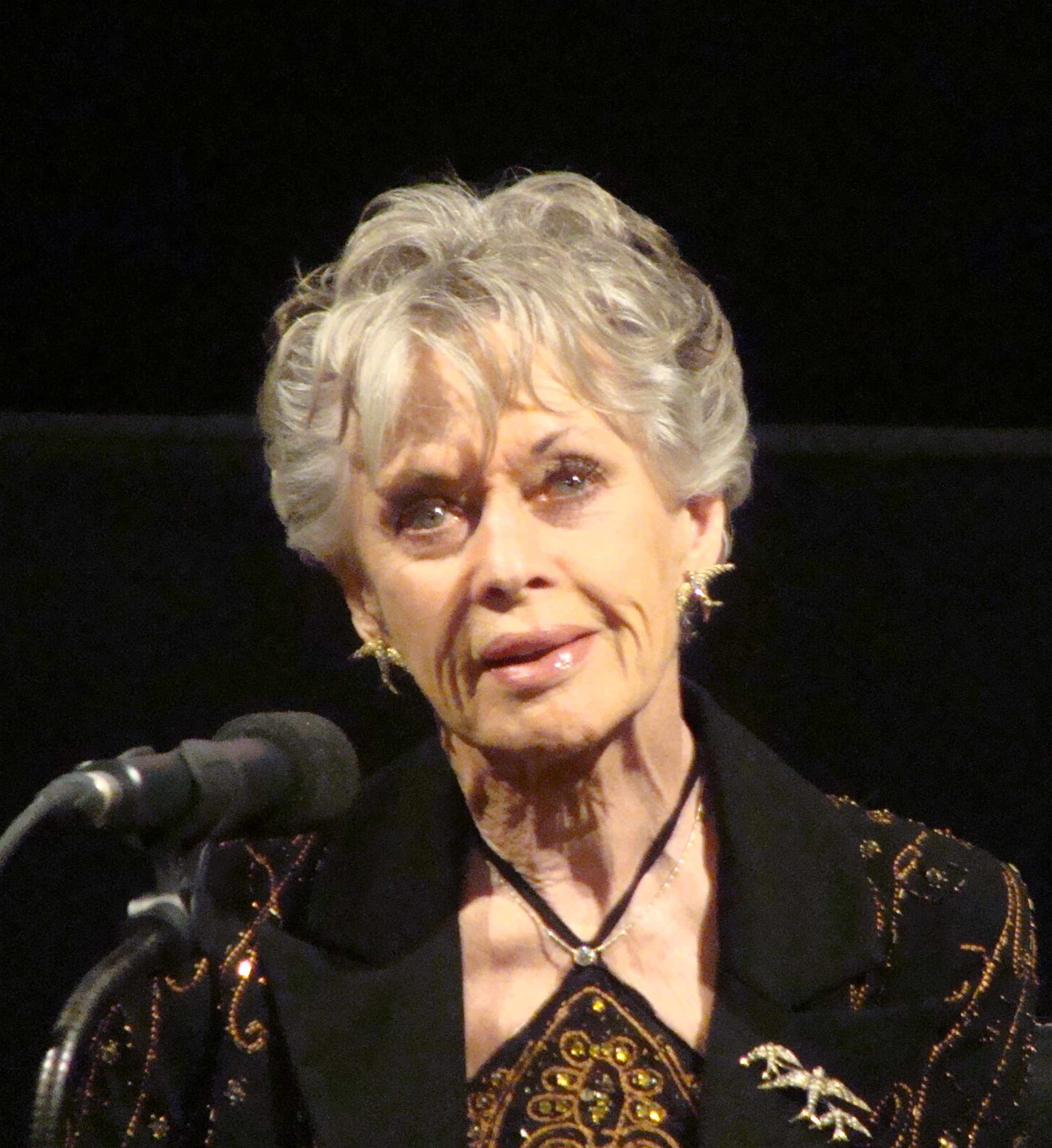
Тіппі Гедрен на показі фільму «Птахи» в жовтні 2015

Наталі Кей Гедрен народилася у місті Нью-Ульм у Міннесоті 19 січня 1930 року в родині Дороті Генрієтти і Бернарда Карла Гедрена. Її дід по батьковій лінії іммігрував в США зі Швеції, а предки матері були вихідцями з Німеччині і Норвегії. Прізвисько «Тіппі» вона отримала в дитинстві від батька, який вважав, що ім'я Наталі занадто доросле для дитини.
Ще підліткою Тіппі Гедрен брала участь у показах моди в магазинах одягу. Її сім'я переїхала у Каліфорнію, коли Гедрен ще навчалася в середній школі, а досягнувши 18 років, вона переїхала в Нью-Йорк, де почалася її кар'єра моделі. У 1950 році вона дебютувала в кіно в невеликій ролі в музичній комедії «Маленька дівчинка». У наступні роки вона не стала продовжувати кар'єру акторки і в 1950—1960 роки зробила успішну кар'єру в модельному бізнесі.
У 1963 році в одному з телевізійних шоу її помітив Альфред Гічкок і запросив на роль Мелані Денієлз у свій фільм «Птахи». Ця роль принесла акторці премію «Золотий глобус» в номінації «Найкраща акторка-початківтця року», а її персонажка, Мелані Денієлз, була включена журналом «Premiere» в список 100 найвизначніших персонажів усіх часів. Надалі Гедрен знялася ще в одному фільмі Гічкока, психологічному трилері «Марні» (1964) з Шоном Коннері.
Гічкок розглядав кандидатуру Тіппі Гедрен і в інших своїх фільмах, але вона відмовилася від подальшої співпраці з ним. Це призвело до того, що в наступні роки акторка майже припинила зніматися, через те що Гічкок був злий на неї, а його положення в кінематографі тих років було досить високим, і до його думки прислухалися багато режисерів. Одним з небагатьох відомих фільмів 1960-х років з її участю стала картина Чарлі Чапліна «Графиня з Гонконгу» (1967), де вона виконала роль Марти.
У 1970-ті роки Гедрен майже не знімалася, а з початку 1980-х стала часто з'являтися на телебаченні, де виконувала ролі в таких серіалах як «Готель», «Казки з темного боку», «Вона написала вбивство», «Зухвалі і красиві», «4400».

### Особисте життя
У 1952 році Тіппі Гедрен одружилася з актором і продюсером Пітером Гріффітом. У 1957 році народила дочку Мелані Гріффіт, яка, як і мати, стала акторкою. У 1961 році шлюб з Гріффітом розірвано. У 1964 одружилася зі своїм агентом Ноелем Маршаллом, який став продюсером трьох фільмів з її участю, а в 1982 році вони розлучилися. Її третім чоловіком був бізнесмен Луїс Барренечі, з яким вона була з 1985 по 1995 рік. У 2002 році Гедрен одружилася з ветеринаром Мартіном Діннесом.

## Фільмографія

### Фільми
| Рік  | Українська назва                            | Оригінальна назва                               | Роль                   | Примітки         |
| ---- | ------------------------------------------- | ----------------------------------------------- | ---------------------- | ---------------- |
| 1950 | Маленька дівчинка                           | Petty Girl                                      | Ice Box Petty Girl     |                  |
| 1963 | Птахи                                       | The Birds                                       | Мелані Денієлз         |                  |
| 1964 | Марні                                       | Marnie                                          | Марні Едгар            |                  |
| 1967 | Графиня з Гонконгу                          | A Countess from Hong Kong                       | Марта Мірз             |                  |
| 1969 |                                             | The Man and the Albatross                       | Соня                   |                  |
| 1970 |                                             | Tiger by the Tail                               | Рита Армстронг         |                  |
| 1970 | Сатанинський урожай                         | Satan's Harvest                                 | Марла Оакс             |                  |
| 1971 |                                             | Mister Kingstreet's War                         | Мері Кінгстріт         |                  |
| 1973 | Експеримент Гаррада                         | The Harrad Experiment                           | Маргарет Тенгаузен     |                  |
| 1981 | Рев                                         | Roar                                            | Madelaine              |                  |
| 1982 | Гуляю з ким хочу                            | Foxfire Light                                   | Елізабет Морган        |                  |
| 1984 | Казки з темного боку                        | Tales from the Darkside                         | Рут Андерсон           |                  |
| 1989 | Смертельні шпигунські ігри                  | Deadly Spygames                                 | Chastity               |                  |
| 1990 | Под покровом ночі                           | In the Cold of the Night                        | Клара                  |                  |
| 1990 | Район «Пасифік-Гайтс»                       | Pacific Heights                                 | Флоренс Пітерс         |                  |
| 1994 | Татуювання Терези                           | Teresa's Tattoo                                 | Евелін Гілл            |                  |
| 1994 |                                             | Inevitable Grace                                | Dr. Marcia Stevens     |                  |
| 1996 | Громадянка Рут                              | Citizen Ruth                                    | Джесіка Вайс           |                  |
| 1998 | Розрив                                      | Break Up                                        | мама                   |                  |
| 1998 | Я прокинувся рано в день моєї смерті        | I Woke Up Early The Day I Died                  | Мелінда Астед          |                  |
| 1999 |                                             | The Storytellers                                | Ліліан Глознер         |                  |
| 2001 |                                             | Tea with Grandma                                | Rae                    | короткометражний |
| 2001 |                                             | Ice Cream Sundae                                | Lady                   | короткометражний |
| 2003 |                                             | Searching for Haizmann                          | докторка Мішель Лабнер |                  |
| 2003 |                                             | Dark Wolf                                       | Мері                   | відео            |
| 2003 |                                             | Rose's Garden                                   | Роза                   |                  |
| 2003 |                                             | Julie and Jack                                  | Джулі Макніл           |                  |
| 2004 |                                             | Raising Genius                                  | Babe                   |                  |
| 2004 |                                             | Mind Rage                                       | докторка Вілма Рендолф |                  |
| 2004 | Змова                                       | I Heart Huckabees                               | Мері Джейн Гатчінсон   |                  |
| 2005 | Останній конфедерат: Історія Роберта Адамса | The Last Confederate: The Story of Robert Adams | місіс Адамс            |                  |
| 2005 |                                             | Diamond Zero                                    | Елеонор Келі           |                  |
| 2007 |                                             | Dead Write                                      | Мінні                  |                  |
| 2008 |                                             | Her Morbid Desires                              | Глорія                 | відео            |
| 2012 | Машина Джейн Менсфілд                       | Jayne Mansfield's Car                           | Naomi Caldwell         |                  |
| 2012 | Безкоштовні зразки                          | Free Samples                                    | Бетті                  |                  |
| 2013 | Повернення у Вавилон                        | Return to Babylon                               | місіс Пібоді           |                  |
| 2015 | Звабливі та вільні                          | The Ghost and the Whale                         | Тіппі                  | камео            |

### Телебачення
| Рік       | Українська назва             | Оригінальна назва                              | Роль                                 | Примітки                                                              |
| --------- | ---------------------------- | ---------------------------------------------- | ------------------------------------ | --------------------------------------------------------------------- |
| 1965      |                              | Kraft Suspense Theatre                         | Lee Anne Wickheimer                  | «The Trains of Silence»                                               |
| 1965      |                              | Run for Your Life                              | Джесіка Браден                       | «Someone Who Makes Me Feel Beautiful»                                 |
| 1970      |                              | The Courtship of Eddie's Father                | Cissy Drummond-Randolph              | «Free Is a Four Letter Word»                                          |
| 1971      |                              | The Courtship of Eddie's Father                | Cissy Drummond-Randolph              | «A Little Get Together for Cissy»                                     |
| 1976      |                              | The Bionic Woman                               | Сюзан Віктор                         | «Claws»                                                               |
| 1983      | Подружжя Гарт                | Hart to Hart                                   | Ліза Аттертон                        | «Hunted Harts»                                                        |
| 1984      |                              | Tales from the Darkside                        | Рут Андерсон                         | «Mookie and Pookie»                                                   |
| 1985      | Альфред Гічкок представляє   | Alfred Hitchcock Presents                      | Офіціантка                           | «Man from the South»                                                  |
| 1988      | Готель                       | Hotel                                          | Барбара Лімен                        | «Double Take»                                                         |
| 1988      |                              | Baby Boom                                      | Лаура Куртіс                         | «Christmas '88»                                                       |
| 1990      |                              | Return to Green Acres                          | Арлін                                | TV film                                                               |
| 1990–1991 | Зухвалі і красиві            | The Bold and the Beautiful                     | Гелен Маклейн                        | TV series                                                             |
| 1991      |                              | Shadow of a Doubt                              | місіс Метьюсон                       | TV film                                                               |
| 1991      |                              | In the Heat of the Night                       | Анабель ван Бурен                    | «Liar's Poker»                                                        |
| 1992      | Очима убивці                 | Through the Eyes of a Killer                   | місіс Беллано                        | TV film                                                               |
| 1993      |                              | Perry Mason: The Case of the Skin-Deep Scandal | Beverly Courtney                     | TV film                                                               |
| 1993      | Вона написала вбивство       | Murder, She Wrote                              | Катеріна Нобль                       | «Bloodlines»                                                          |
| 1994      | Птахи 2: Край Землі          | The Birds II: Land's End                       | Гелен                                | TV film                                                               |
| 1994      |                              | Treacherous Beauties                           | Lettie Hollister                     | TV film                                                               |
| 1994–1996 |                              | Dream On                                       | Ді                                   | Recurring role                                                        |
| 1997      |                              | Adventures from the Book of Virtues            | Madame Sofroni / Molly Mouse (voice) | «Generosity»                                                          |
| 1997      |                              | The Guardian                                   | Wynn                                 | TV film                                                               |
| 1998      | Надія Чикаго                 | Chicago Hope                                   | Альфреда Перкінс                     | «Psychodrama»                                                         |
| 1998      | Нові пригоди Бетмена         | The New Batman Adventures                      | Донна Дей (голос)                    | «Mean Seasons»                                                        |
| 1998      |                              | Invasion America                               | місіс Макалістер (голос)             | «Allies», «Charade»                                                   |
| 1999      |                              | The Darklings                                  | Марта Джексон                        | TV film                                                               |
| 1999      |                              | Replacing Dad                                  | Діксі                                | TV film                                                               |
| 2000      |                              | Bull                                           | Кетлін Койл                          | «A Beautiful Lie»                                                     |
| 2000      | Провіденс                    | Providence                                     | Констанс Гемінг                      | «The Unsinkable Sydney Hansen», «The Thanksgiving Story: Parts 1 & 2» |
| 2001      |                              | The Nightmare Room                             | The Witch, Herself                   | «Fear Games»                                                          |
| 2003      |                              | 111 Gramercy Park                              | місіс Гренвіль                       | TV film                                                               |
| 2006      |                              | Fashion House                                  | Доріс Томпсон                        | Recurring role                                                        |
| 2006      | 4400                         | The 4400                                       | Лілі Тайлер                          | «The New World»                                                       |
| 2008      | CSI: Місце злочину           | CSI: Crime Scene Investigation                 | Карен Розенталь                      | «Young Man with a Horn»                                               |
| 2009      |                              | Tribute                                        | місіс Геннесі                        | TV film                                                               |
| 2011      | Бетмен: Відважний і сміливий | Batman: The Brave and the Bold                 | королева Іпполіта (голос)            | «Triumvirate of Terror!»                                              |
| 2012      | Виховуючи Гоуп               | Raising Hope                                   | Нана                                 | «Not Indecent, But Not Quite Decent Enough Proposal»                  |
| 2013      | Звабливі та вільні           | Cougar Town                                    | камео                                | «Have Love Will Travel»                                               |